# Федюнькин, Дмитрий Фёдорович
Дмитрий Фёдорович Федюнькин (20 сентября 1905,  с. Саитовка, Кочкуровская волость, Нижегородская губерния, Российская империя — 1957, Пермь, РСФСР, СССР) — советский партийный и государственный деятель, председатель Молотовского облисполкома (1949—1950).

## Биография
Член ВКП(б) с 1939 г. В 1938 г. окончил Пермский государственный университет, кандидат биологических наук. Доцент. Член Всесоюзного Ботанического общества с 1955 г.
- 1919—1923 гг. — пастух в частных крестьянских хозяйствах,
- 1924—1927 гг. — председатель комитета взаимопомощи деревенской бедноты,
- 1927—1931 гг. — учащийся педагогического техникума,
- 1931—1934 гг. — ответственный секретарь районной газеты «За колхозную жизнь»,
- июль-декабрь 1938 г. — заместитель ректора Пермского государственного университета,
- 1938—1941 гг. — аспирант Молотовского государственного университета,
- 1941—1942 гг. — научный работник Молотовского государственного университета,
- 1942—1943 гг. — начальник политического отдела Судинской МТС,
- 1943—1944 гг. — инструктор сельскохозяйственного отдела Молотовского обкома ВКП(б),
- март-август 1944 г. — заместитель заведующего сельскохозяйственного отдела Молотовского обкома ВКП(б),
- 1944—1946 гг. — заведующий сельскохозяйственным отделом Молотовского обкома ВКП(б),
- 1946—1947 гг. — секретарь по кадрам Молотовского обкома ВКП(б),
- 1947—1949 гг. — третий секретарь Молотовского обкома ВКП(б),
- 1949—1950 гг. — председатель исполнительного комитета Молотовского областного совета,

С 1950 г. — заведующий кафедрой Пермского сельскохозяйственного института.
Депутат Верховного Совета СССР  3-го созыва.